# Rodrigo Carazo Odio
Rodrigo José Ramón Francisco de Jesús Carazo Odio (ur. 27 grudnia 1926, zm. 9 grudnia 2009) – kostarykański polityk i ekonomista. W latach 1978–1982 prezydent Kostaryki.

## Życiorys
Pracował jako nauczyciel na Uniwersytecie Kostaryki (w latach 1956-1959) oraz na Uniwersytecie Narodowym (1965-1966). Działał w Partii Wyzwolenia Narodowego (PLN). Od 1963 do 1965 pełnił funkcję dyrektora Banku Centralnego. W 1974 założył Partię Odnowienia Demokracji i jeszcze w tym samym roku kandydował z jej ramienia na prezydenta. Od 8 maja 1978 do 8 maja 1982 sprawował urząd prezydenta Kostaryki z ramienia partii Zjednoczona Koalicja.